# Georg Beseler

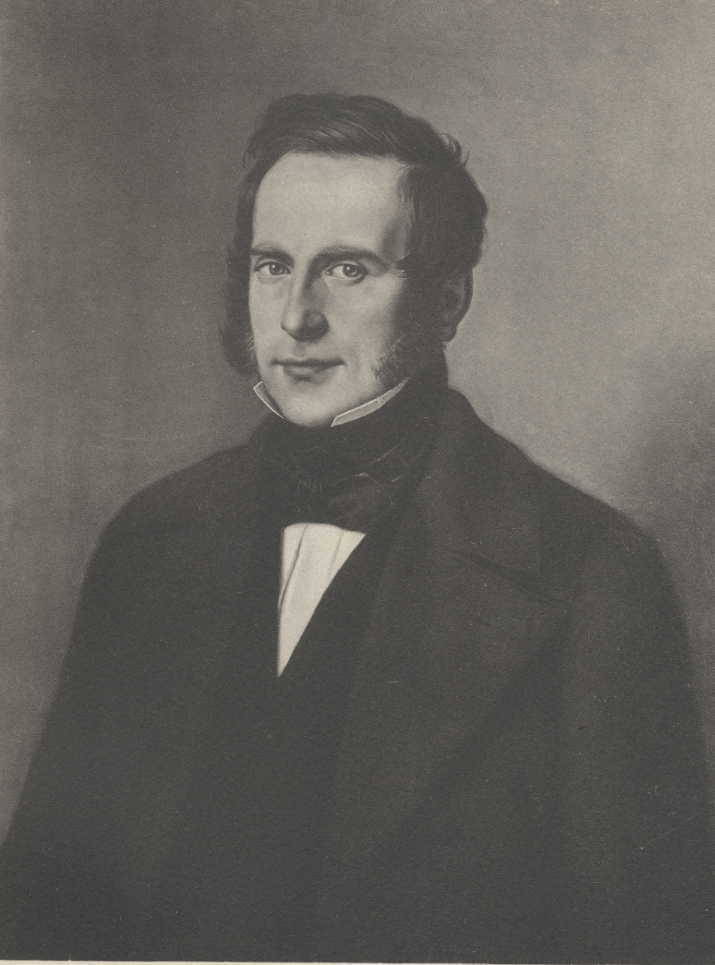
Georg Beseler im Jahre 1846

Carl Georg Christoph Beseler (* 2. November 1809 in Rödemis; † 28. August 1888 in Neustadt-Harzburg) war ein deutscher Jurist, Hochschullehrer, preußischer Politiker, königlich preußischer Geheimer Justizrat und Mitglied des Preußischen Herrenhauses. In der Frankfurter Nationalversammlung war er ein führendes Mitglied im Verfassungsausschuss.

## Familie
Georg Beseler, der der Glockengießerfamilie Beseler entstammt, war ein Sohn des königlich dänischen Kammerrates und Deichinspektors Cay Hartwig Beseler und dessen Ehefrau Sophie Magdalena, geb. Jahn (1768–1820). Sein älterer Bruder war Wilhelm Beseler.
Die zwei Söhne Beselers wurden später geadelt. Max von Beseler wurde preußischer Justizminister. Hans von Beseler war lange Zeit für die Leitung des wilhelminischen Generalstabs vorgesehen und wurde im Ersten Weltkrieg Gouverneur des besetzten Polen. Seine Tochter Sophie heiratete den Juristen Hugo Helfritz, später Bürgermeister von Greifswald.

## Leben
Beseler studierte Rechtswissenschaften an den Universitäten Kiel und München. 1827 wurde er Mitglied der Alten Kieler Burschenschaft Germania. Er verweigerte den Eid auf den dänischen König und konnte sich deshalb in Kiel nicht als Anwalt niederlassen. 1833 wurde er in Kiel Privatdozent, war aber aus politischen Gründen mit einem Vorlesungsverbot belegt. Anschließend arbeitete Beseler in Göttingen und lehrte als Privatdozent in Heidelberg. In dieser Zeit schloss er eine enge Jugendfreundschaft mit den Historikern Georg Gottfried Gervinus und Karl Hegel. Während seiner Studien in Göttingen schloss er Bekanntschaft mit dem aus Wismar stammenden Friedrich Christoph Dahlmann, später einer der bedeutendsten deutschen Historiker und Politiklehrer, und mit den Brüdern Grimm.
1835 wurde Beseler Professor für Staatsrecht in Basel, 1837 in Rostock, 1842 in Greifswald und 1859 in Berlin, wo er dreimal (1862/63, 1867/68 und 1879/80) als Rektor amtierte und Rechtsgeschichte, Handels-, Privat- und Staatsrecht lehrte.
In seiner Rostocker Zeit bemühte er sich um die Berufung seines Kollegen aus dem Gebiet der Geschichtswissenschaft Karl Hegel an die hiesige Universität, der im 19. Jahrhundert zu einem der bedeutendsten Historiker auf dem Gebiet der Stadtgeschichtsforschung avancierte.
Von Mai 1848 bis zum 20. Mai 1849 gehörte Beseler wie sein Bruder der Frankfurter Nationalversammlung als Abgeordneter für den 13. Wahlkreis der Provinz Pommern (Wolgast) an. Er zählte zu den führenden Mitgliedern der Casino-Fraktion und gehörte mehreren Ausschüssen, darunter dem Verfassungsausschuss und der Kaiserdeputation, an. Über dreißigmal trat Georg Beseler in den Grundrechtsdebatten der Nationalversammlung auf.
1849 bis 1852 und 1862 war Beseler Mitglied des Preußischen Abgeordnetenhauses. 1850 gehörte er dem Erfurter Unionsparlament an. 1874 bis 1881 war Beseler Mitglied des Reichstags. 1875 wurde er auf Vorschlag der Friedrich-Wilhelms-Universität in das Preußische Herrenhaus berufen, dessen Vizepräsident er von 1882 bis 1887 war. Beseler wirkte intensiv an der Schaffung des Preußischen Strafgesetzbuches von 1851 sowie der Liberalisierung des Zivil- und Strafprozesses mit. Darüber hinaus war Beseler ab 1859 Mitglied in der Gesetzlosen Gesellschaft zu Berlin.
Bedeutender geistiger Schüler Beselers ist Otto von Gierke, der die Idee des Genossenschaftsrechts hin zum Sozialrecht entwickelte.
Georg Beseler starb 1888 im Alter von 78 Jahren in Harzburg und wurde auf dem Alten St.-Matthäus-Kirchhof in Schöneberg bei Berlin beigesetzt. Das Grab ist nicht erhalten geblieben.

## Wirken

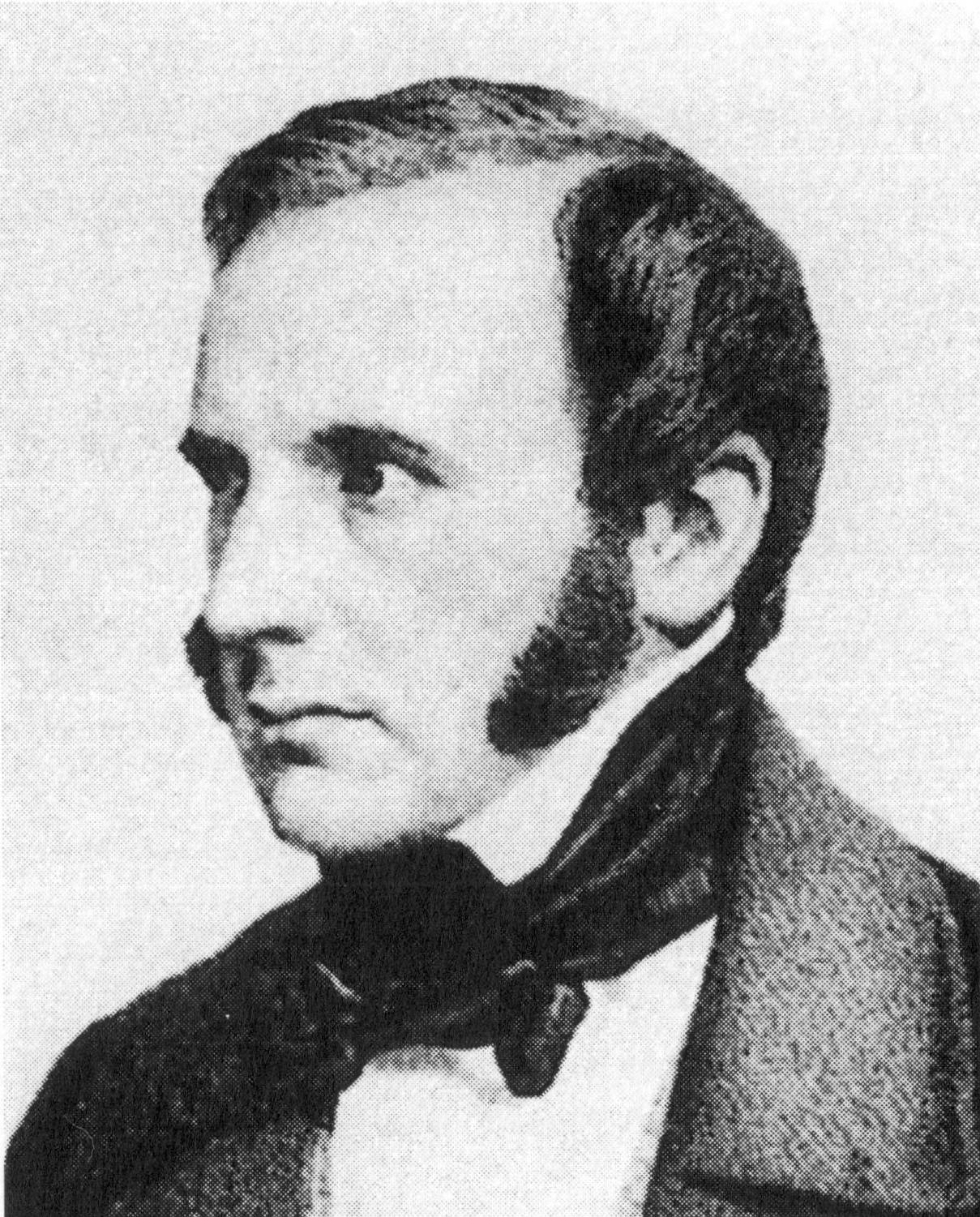
Georg Beseler im Jahr 1850

Beseler gilt als Begründer der Genossenschaftslehre, die er in seinen Werken schrittweise entwickelte. Diese sieht die juristische Person nicht als bloße Fiktion der Rechtsordnung an, sondern als überindividuelle Wirkungseinheit. Auf dieser Lehre baute Otto von Gierke später die Theorie der realen Verbandspersönlichkeit auf.
Beseler arbeitete auch die Rechtsfigur der Gesamthand heraus. Dabei geben nach seiner Anschauung die Mitglieder einer Gemeinschaft in einem gewissen Verhältnis ihre selbstständige Persönlichkeit auf und schaffen eine neue Rechtssphäre, ohne dabei jedoch ein eigenständiges Rechtssubjekt zu bilden.

## Forschung
Die dreibändige Lehre von den Erbverträgen (1835–1840) beschäftigt sich mit der Entstehungsgeschichte und dem dogmatischen Hintergrund von Erbverträgen. Mit Volksrecht und Juristenrecht (1843) (Digitalisat und Volltext im Deutschen Textarchiv) stellte sich Beseler gegen Friedrich Carl von Savigny und die von ihm wesentlich geprägte historische Rechtsschule. Deren Dogma, dass allein der Jurist rechtsschöpfend tätig sein könne, widerlegte Beseler durch den Gedanken des Volksrechts in Form der Genossenschaftslehre. Das dreibändige System des Gemeinen deutschen Privatrechts (1847–1855) schließlich bestärkte die Genossenschaftslehre und propagierte die Hinwendung zu nationalen und gewohnheitsrechtlichen Rechtsquellen.

## Schriften (Auswahl)
- Lehre von den Erbverträgen, 3 Bände (1835–1840).
- Volksrecht und Juristenrecht (1843).
- System des Gemeinen deutschen Privatrechts, 3 Bände (1847–1855).
- Kommentar über das Strafgesetzbuch für die Preußischen Staaten. Weidmann, Leipzig 1851 (Digitalisat und Volltext im Deutschen Textarchiv).